# Cutandia maritima
Cutandia maritima är en gräsart som först beskrevs av Carl von Linné, och fick sitt nu gällande namn av George Bentham. Cutandia maritima ingår i släktet Cutandia, och familjen gräs. Inga underarter finns listade i Catalogue of Life.